# Les Blousons dorés
Pour plus de détails, voir Fiche technique et Distribution.
Les Blousons dorés est un film suédois réalisé par Olle Hellbom en 1959.

## Synopsis
Le film décrit une bande de raggares de Stockholm dont le point de ralliement est une cafeteria de grande banlieue, le Torpet. Ils embarquent des filles attirées par leurs grosses voitures américaines, le sexe est au programme. Les plus jeunes, qui n'ont pas encore de voiture, cherchent à en voler.
Le chef de la bande, l'athlétique Roffe, apprend que la jolie Bibban, qu'il considère comme sa chose, se trouve avec un autre garçon dans un bistrot en ville. La bande y accourt, la fille est brutalement emmenée dans un coin isolé, humiliée et couverte de boue, et abandonnée.
Apprenant ce qui est arrivé à Bibban, Lasse, un raggare de l'espèce romantique et tendre, file la recueillir en voiture. Ensemble, ils se baignent nus au clair de lune dans un lac. Une idylle s'ébauche, mais aussi une rivalité inexpiable. Il va y avoir un mort.

## Fiche technique
- Réalisation : Olle Hellbom
- Assistant réalisateur : Sigurd Jørgensen
- Producteur : Olle Nordemar
- Scénario : Olle Hellbom
- Décors : Bertil Duroj
- Photographie : Bertil Palmgren
- Son : Sven Rydh
- Musique : Harry Arnold
- Langue d'origine : suédois
- Montage : Lennart Wallén
- Script-girl : Ingrid Wallin
- Pays :  Suède
- Pellicule : 35 mm, Noir et blanc
- Genre : Comédie dramatique
- Durée : 1h28
- Date de sortie : 
  - Suède : 13 novembre 1959
  - France : 8 juin 1960

## Distribution
- Christina Schollin : Beatrice, dite « Bibban »
- Bill Magnusson : Roffe
- Hans Wahlgren : Lasse
- Svenerik Perzon : Lankan
- Sven Almgren : Svenne
- Anita Wall : Annemarie
- Britta Brunius : mère de Bibban
- Inga Botorp : Nina
- Eva Engström : Eva
- Sven Holmberg : père de Bibban

## Autour du film
- Raggare! (Les Blousons dorés) appartient à cette vague de films sortis à la fin des années 1950 exposant les comportements amoureux et plus ou moins délinquants liés à des sous-cultures juvéniles apparues à cette époque. En cela, c'est le pendant suédois de La Fureur de vivre, des Demi-sel, des Tricheurs etc. Il s'en distingue à cause des spécificités du phénomène raggare, basé sur le culte ostentatoire des voitures américaines.
- Outre la Scandinavie et l'Allemagne, le film a été distribué au Royaume-Uni, où il a eu maille à partir avec la censure, ainsi qu'en France et en Belgique, mais sans grande promotion. En France, il serait sorti uniquement dans des salles de province et aurait été rapidement retiré de l'affiche[1].